# Венкер, Георг
Георг Венкер (нем. Georg Wenker, 25 января 1852, Дюссельдорф, — 17 июля 1911, Марбург) — немецкий лингвист; в конце XIX века систематически собирал материалы по диалектам немецкого языка и первым приступил к созданию на их основе специального диалектологического атласа своей страны; его труды стали основополагающим вкладом в развитие нового раздела лингвистики — лингвогеографии.

## Биография
Родился в семье торговца антикварной живописью. 

В 1872 году, окончив гимназию и колледж в Дюссельдорфе, продолжил обучение в университетах Цюриха, Бонна и Марбурга; в 1876 году в Тюбингенском университете защитил докторскую диссертацию «О смещении слогов в корнях слов в немецком языке» («Über die Verschiebung des Stammsilbenauslautes im Germanischen»). С 1877 — библиотекарь в Марбургском университете. В 1888 назначен директором образованного при университете научно-исследовательского Института немецкого языка, главной задачей которого стала подготовка и выпуск подробного Атласа речи Немецкой империи (Sprachatlas des Deutschen Reichs). В том же году избран почётным членом гентской Академии фламандского искусства и литературы. С 1898 — почётный профессор Марбургского университета.

## Научный вклад
Идея составления географических карт, на которых были бы отмечены диалектные различия языка на определённой территории, принадлежала не Венкеру, и, что называется, витала в воздухе. Учёные-лингвисты разных стран к тому времени уже высказывали мысли о необходимости создать такие карты для своих языков. Первые карты такого рода, как утверждается, прилагались к Баварскому словарю, издававшемуся баварским офицером в отставке Иоганном Шмеллером в 1827—1836 годах в Мюнхене, однако они фиксировали состояние только в одной, пусть и значительной, провинции немецкого языка. Первенство Венкера бесспорно в отношении масштаба (объектом исследования объявлялась вся территория Германской империи) и метода (корреспондентский анкетный опрос).
Уже в 1876 году, едва окончив обучение, молодой учёный разослал учителям родного языка в народных школах Северной Германии подготовленную им анкету, в которой предлагалось записать в транскрипции сорок выражений стандартного немецкого языка на местном наречии. Выражения подбирались по принципу «от простого — к сложному», с целью наиболее резко выявить существующие диалектные различия. Первым было, к примеру, выражение «Im Winter fliegen die trocknen Blätter durch die Luft herum» («Зимой сухие листья летают по воздуху»). Очевидно, что замысел такого рода анкетирования, как и его цели, были сформулированы Венкером гораздо раньше 1876.
Став библиотекарем в Марбургском университете, Венкер продолжил рассылать анкеты, собирать и анализировать ответы, совершенствуя свой метод. В 1881 году в Страсбурге им был опубликован «Атлас речи Северной и Срединной Германии», содержавший шесть карт и комментарии к ним — результат обработки 30 000 анкет.
Всего за десять лет, с 1877 по 1887, Венкер разослал учителям немецкого языка по всей стране 50 000 анкет, получив более 45 000 ответов. Такой объём данных породил и неожиданные трудности, — сам Георг Венкер успел обработать лишь часть анкет в суженном аспекте и составить карты по ним лишь для нескольких территорий. Завершил обработку данных уже его преемник — управляющий Центральным бюро диалектологического атласа немецкого языка и одновременно директор Марбургского диалектологического института Фердинанд Вреде (1863-1934), — под руководством которого в 1926-1932 годах вышло шесть томов Диалектологического атласа немецкого языка. 
Работы над данными Венкера были прекращены в 1956 году, по ним составлено около 16 000 карт, хранящихся в архивах Марбурга. Несмотря на встреченные учёным препятствия и обнаружившиеся позже недостатки (к примеру, недостаток лексической вариативности), его метод стал одним из основных в лингвистической географии и не раз применялся лингвистами разных стран следующих поколений.